# Västmexikansk eufonia
Västmexikansk eufonia (Euphonia godmani) är en nyligen urskild fågelart i familjen finkar inom ordningen tättingar.

## Utseende och läte
Västmexikansk eufonia är en liten och kortstjärtad fink med kort och knubbig näbb. Hanen liknar med sin gula och svarta dräkt flera andra arter, framför allt buskeufonian som den tidigare behandlades som underart till (se nedan). Denna har dock gula istället för vita undre stjärttäckare. Hona västmexikansk eufonia skiljer sig från hona buskeufonia genom något ljusare fjäderdräkt, med vit på mitten av buken och undre stjärttäckarna, gulaktigt på flankerna och mer vitt under stjärten. Lätet består av ett "dee" som levereras dubblerat eller i grupper om tre. Sången liknar buskeufonians, men är snabbare.

## Utbredning och systematik
Arten förekommer enbart i västra Mexiko. Den behandlas som monotypisk, det vill säga att den inte delas in i några underarter. Ursprungligen beskrevs den som egen art, men inkluderades senare under buskeufonian (E. affinis) baserat på förmodad klinal övergång mellan arterna i Guerrero. Studier från 2020 visar dock på tydliga genetiska skillnader, liksom skillnader i läten och morfologi. Amerikanska American Ornithological Society beslöt därför 2021 att återigen urskilja godmani som egen art. Internationella taxonomiska auktoriteterna International Ornithological Congress och Clements m.fl. har följt efter.

### Familjetillhörighet
Tidigare behandlades släktena Euphonia och Chlorophonia som tangaror, men DNA-studier visar att de tillhör familjen finkar, där de tillsammans är systergrupp till alla övriga finkar bortsett från släktet Fringilla.

## Levnadssätt
Västmexikansk eufonia hittas i torra områden, varhelst det finns träd. Den lever mestadels av frukt, bland annat mistelbär och fikon, men tar även insekter. Fågeln har noterats lägga ägg i Mexiko. Det sfäriska boet med sidoingång placeras 3,5–8 meter upp på en gren i ett träd.

## Status
Internationella naturvårdsunionen IUCN erkänner den ännu inte som art, varför dess hotstatus inte formellt bestämts. Den beskrivs dock som vida spridd och rätt vanlig, även i områden påverkade av mämmiskan.